# 85-я танковая бригада
 85-я танковая бригада  — танковая бригада Красной армии в годы Великой Отечественной войны.
Сокращённое наименование — 85 тбр.

## Боевой и численный состав
Бригада формировалась по штатам № 010/345-010/352 от 15.02.1942 г.:
- Управление бригады [штат № 010/345]
- 199-й отд. танковый батальон [штат № 010/346]
- 205-й отд. танковый батальон [штат № 010/346]
- Мотострелково-пулеметный батальон [штат № 010/347]
- Противотанковая батарея [штат № 010/348]
- Зенитная батарея [штат № 010/349]
- Рота управления [штат № 010/350]
- Рота технического обеспечения [штат № 010/351]
- Медико-санитарный взвод [штат № 010/352]

## Подчинение
Периоды вхождения в состав Действующей армии:
- с 15.04.1942 по 01.08.1942 года.
- с 04.10.1942 по 08.12.1942 года.

| Дата            | Фронт (округ)                | Армия      | Корпус               | Дивизия | Бригада | Примечания |
| --------------- | ---------------------------- | ---------- | -------------------- | ------- | ------- | ---------- |
| 01.03.1942 года | Сталинградский военный округ |            |                      |         |         |            |
| 01.04.1942 года | Сталинградский военный округ |            |                      |         |         |            |
| 01.05.1942 года | Сталинградский военный округ |            |                      |         |         |            |
| 01.06.1942 года | Сталинградский военный округ |            |                      |         |         |            |
| 01.07.1942 года | Юго-Западный фронт           | 21-я армия | 13-й танковый корпус |         |         |            |
| 01.08.1942 года | Приволжский военный округ    |            |                      |         |         |            |
| 01.09.1942 года | Приволжский военный округ    |            |                      |         |         |            |
| 01.10.1942 года | Приволжский военный округ    |            |                      |         |         |            |
| 01.11.1942 года | Приволжский военный округ    |            |                      |         |         |            |
| 01.12.1942 года | Сталинградский фронт         | 51-я армия |                      |         |         |            |
| 01.01.1943 года | Южный фронт                  |            |                      |         |         |            |

## Командиры

### Командиры бригады
- Асейчев, Анатолий Алексеевич, генерал-майор (03.07.1942 смертельно ранен, умер от ран), 19.02.1942 — 03.07.1942 года.
- Ежелов Николай Васильевич, майор, врио, 03.07.1942 — 30.07.1942 года.
- Михайлов Исай Петрович, подполковник (снят с должности), ид, 01.08.1942 — 30.11.1942 года.
- Ежелов Николай Васильевич, подполковник, врио, 1.12.1942 — 12.12.1942 года.
- Лебедев Николай Михайлович, подполковник, 12.12.1942 — 10.01.1943 года.

### Начальники штаба бригады
- Копытин Филипп Степанович, майор (попал в плен, освобожден в мае 1945)
- Ежелов Николай Васильевич, подполковник, на февраль 1942 года.

### Начальник политотдела, заместитель командира по политической части
- Васиков Борис Петрович, батальонный комиссар, 20.03.1942 — 30.06.1942 года.
- Истомин Пётр Фёдорович, батальонный комиссар, 30.06.1942 — 27.08.1942 года.
- Якубов Григорий Максимович, батальонный комиссар, с 23.10.1942 майор, 27.08.1942 — 10.01.1943 года.

## Отличившиеся воины
Григорьев Владимир Денисович ,старший лейтенант 